# The Monkey Puzzle
The Monkey Puzzle — восемнадцатый студийный альбом британской рок-группы UFO, выпущенный в 2006 году.
29 сентября 2005 года было официально объявлено, что в группу возвращается один из её основателей, барабанщик Энди Паркер.
На альбоме, кроме типичного для UFO хард-рока, также чувствуется влияние блюз-рока.
Как и предыдущий альбом, The Monkey Puzzle был записан в Area 51 Studios, за исключением гитарных партий, записанных в Vinman Studios, США и партий ударных, записанных в Big House Studios, Ганновер, Германия. Продюсером альбома стал Томми Ньютон.

## Список композиций
Авторы всех песен — Фил Могг и Винни Мур, если не указано иное.
| №                   | Название            | Автор(ы)            | Длительность |
| ------------------- | ------------------- | ------------------- | ------------ |
| 1.                  | «Hard Being Me»     | Могг, Мур, Пит Уэй  | 3:35         |
| 2.                  | «Heavenly Body»     |                     | 3:52         |
| 3.                  | «Some Other Guy»    |                     | 4:38         |
| 4.                  | «Who's Fooling Who» | Могг, Мур, Уэй      | 3:57         |
| 5.                  | «Black and Blue»    | Могг, Пол Рэймонд   | 5:29         |
| 6.                  | «Drink Too Much»    |                     | 4:40         |
| 7.                  | «World Cruise»      |                     | 3:29         |
| 8.                  | «Down by the River» |                     | 3:18         |
| 9.                  | «Good Bye You»      |                     | 4:40         |
| 10.                 | «Rolling Man»       |                     | 4:24         |
| 11.                 | «Kingston Town»     | Могг, Рэймонд       | 4:08         |
| Общая длительность: | Общая длительность: | Общая длительность: | 46:10        |

## Участники записи
- Фил Могг — вокал
- Винни Мур — соло-гитара
- Пол Рэймонд — клавишные, ритм-гитара
- Пит Уэй — бас-гитара
- Энди Паркер — ударные
- Томми Ньютон — продюсер

### Приглашенные музыканты
- Мартина Франк — бэк-вокал на «Down by the River»
- Калле Бёзель — бэк-вокал на «Black and Blue» и «Rolling Man»
- Михаэль Рот — губная гармоника на «Hard Being Me» и «Some Other Guy»